# Al-Jabr
Al-Jabr, noto anche come Il libro compendioso sul calcolo tramite completamento e bilanciamento (in arabo: الكتاب المختصر في حساب الجبر والمقابلة, al-Kitāb al-Mukhtaṣar fī Ḥisāb al-Jabr wal-Muqābalah), è un trattato matematico di algebra scritto a Baghdad intorno all'820 dal matematico persiano al-Khwārizmī. 
Fu un'opera fondamentale nella storia della matematica, dal cui titolo deriva l'etimologia stessa della parola "algebra", in seguito mutuata dal latino medievale come algebrāica. Infatti la parola algebra deriva proprio dal titolo dell'opera di Al-Khwarizmi, Al-Jabr. Inoltre la versione latinizzata del suo nome  sopravvive nel termine algoritmo (da al-Khwarizmi).

## Temi
Al-Jabr fornì un resoconto sistematico sulla risoluzione delle equazioni algebriche fino al secondo grado. Fu il primo testo sull'algebra elementare, e il primo a insegnare l'algebra per se stessa. Viene introdotto anche il concetto fondamentale di "riduzione" e "bilanciamento" (a cui originariamente si riferiva il termine al-jabr), la trasposizione dei termini sottratti dall'altro lato di un'equazione, ovvero l'annullamento dei termini simili sui lati opposti dell'equazione. L'opera classifica, inoltre, le equazioni quadratiche in uno dei sei tipi fondamentali e fornisce metodi algebrici e geometrici per risolverle. Cataloga quindi i metodi per determinare l'area e il volume. Tra questi, le approssimazioni di pi greco (π). Altri temi trattati sono il calendario ebraico e il ciclo di 19 anni (o ciclo metonico) descritto dalla convergenza dei mesi lunari e degli anni solari.

## Fortuna dell'opera
Tradotto in latino da Roberto di Chester nel 1145, fu utilizzato fino al XVI secolo come principale libro di testo di matematica nelle università europee. Lo stesso Muḥammad ibn Mūsā al-Khwārizmī viene ancor'oggi considerato padre dell'algebra.